# Rhipsalis aculeata
Rhipsalis aculeata là một loài thực vật có hoa trong họ Cactaceae. Loài này được F.A.C. Weber miêu tả khoa học đầu tiên năm 1892.